# Scelolabes bivittatus
Scelolabes bivittatus är en tvåvingeart som beskrevs av Philippi 1865. Scelolabes bivittatus ingår i släktet Scelolabes och familjen puckeldansflugor. Inga underarter finns listade i Catalogue of Life.